# Cerodontha chilensis
Cerodontha chilensis är en tvåvingeart som beskrevs av Spencer 1982. Cerodontha chilensis ingår i släktet Cerodontha och familjen minerarflugor. Inga underarter finns listade i Catalogue of Life.